# 제21전구지원사령부
제21전구지원사령부(영어: 21st Theater Sustainment Command (21st TSC))는 독일 카이저슬라우테른에 주둔하며 주유럽 미군을 지원하는 미국 유럽-아프리카 육군의 전구지원사령부이다.  표어는 "First in Support→먼저 지원한다"

## 역사

### 냉전

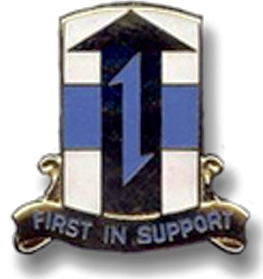
제1지원여단의 식별배지

부대는 처음에 1965년 6월 23일에 판처 막사에 근거지를 둔 제7군 지원사령부의 3개 지원여단 중 제1지원여단으로 명명되어 창설되었다. 독일 만하임의 테일러 막사에 있었던 제521공병단의 본부를 인수받았고, 후방지원 임무를 수행하였다. 1970년 유럽 전구군지원사령부(TASCOMEUR)로 전속되었다.
1974년, 전구군지원사령부가 미국 유럽 육군과 병합되고, 제1지원여단의 임무가 확대되었다. 지휘관이 장관으로 승격과 카이저슬라우테른의 판처 막사로 이전하는 등의 변화를 맞아, 1976년에 제21지원사령부로 재편성되었다.
1988년 10월 18일, 전구군지역사령부 체계가 도입되어 부대는 제21전구군지역사령부로 재편성하고, 사령관은 중장으로 승격되었다.

### 유럽 지원부대의 개편
2005년, 지역지원단과 기지지원대대, 지역지원대가 표준 기지조직안에 맞게 유럽 내의 21개 미국 육군 주둔지(USAG) 사령부로 재편성되어 시설관리국 유럽지부로 전속되었다. 하이델베르크에서 대규모 세레모니를 가졌다.
2007년 3월 30일 화요일, 3개 제21전구지원사령부 예하의 여단급 조직이 해체되었다. 해체할 대상인 조직으로 제1수송이동통제국, 제37수송사령부, 제200전구배급여단은 임무와 기능을 다른 부대와 각 부처에 넘기고 판처 막사의 퍼레이드 경기장에서 해산하였다.

## 부대

### 제21전구지원사령부

#### 현재

부대 편성표 (2023년)

주요예하부대의 표장
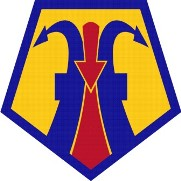
제7임무지원사령부
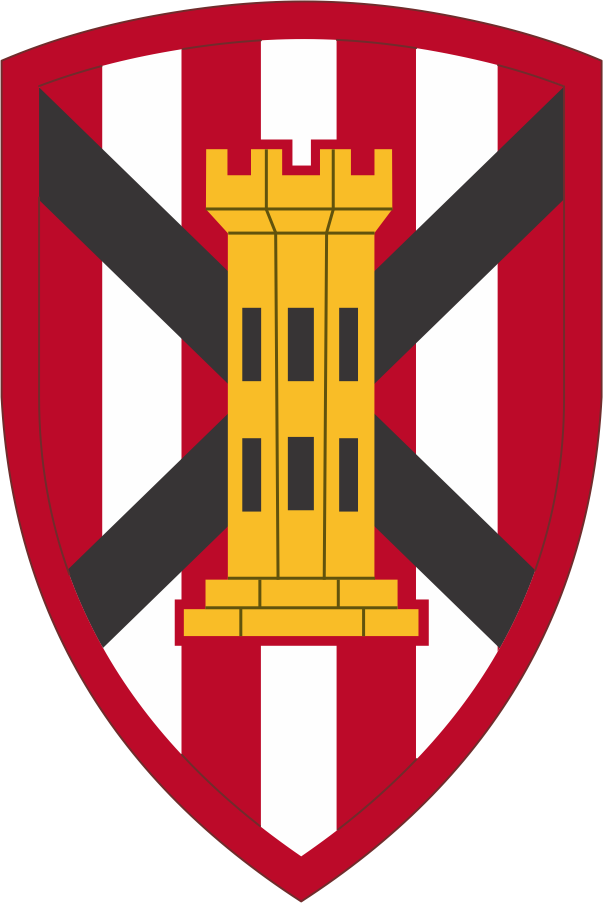
제7공병여단
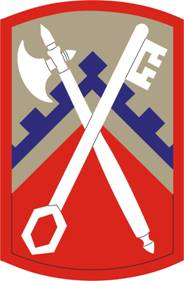
제16지원여단
제18군사경찰여단
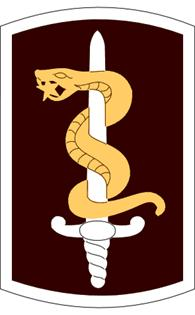
제30의무여단
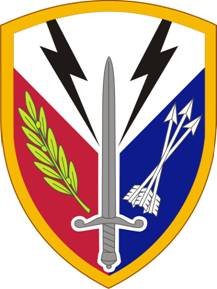
제405육군야전지원여단
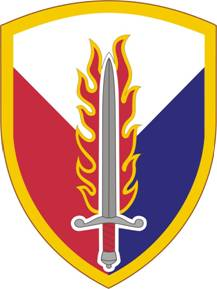
제409계약지원여단
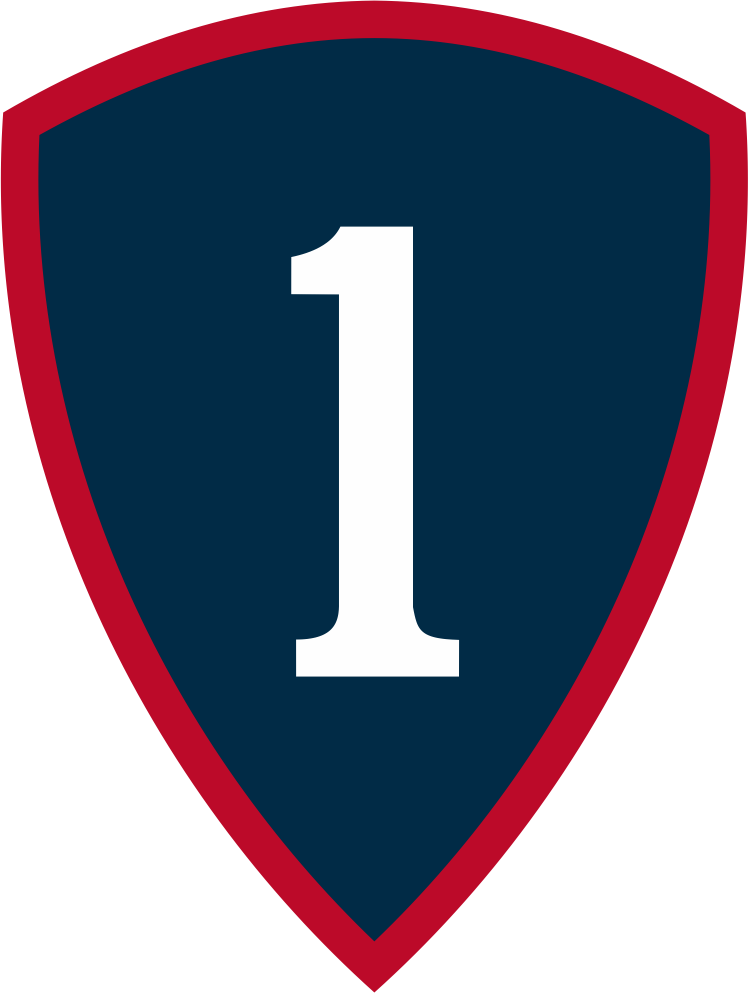
제1전구인사작전센터
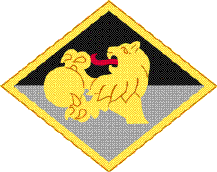
제266재무관리원

- 특수병력대대
- 유럽 전구군수지원관 (TLSCE)
  - 카이저슬라우테른 정비처
  - 빌섹(Vilseck) 정비처
  - 제6966수송트럭터미널 - 카이저슬라우테른
  - 유럽 보급처 - 카이저슬라우테른
  - 유럽 탄약센터 - 미자우
- 발칸 지역지원단 - 코소보 캠프 본드스틸
- 흑해 육군 지원처 - 루마니아 미하일 코걸니차누 공군기지
- 미국 육군 재무 (USAFCOE)
  - 독일 재무 CoE (GFCE)
  - 베네룩스 재무 CoE (BFCE)
  - 이탈리아 재무 CoE (IFCE)
  - 안스바치 FCST
  - 바움홀더 FCST
  - 그라펜호퍼 FCST
  - 호엔펠스 FCST
  - 카이저슬라우테른 FCST
  - 슈투트가르트 FCST
  - 비스바덴 FCST

#### 이전
- 제1수송이동통제국; 1986년 ~ 2007년 3월 30일, 해체
- 제3군단지원사령부; 2007년 6월 15일, 본토 귀국
- 제37수송사령부; 2007년 3월 30일, 해체
- 제18공병여단; 2004년 6월 6일, 전속 ~ 2014년 5월 16일, 해산
- 제200전구배급여단; 2007년 3월 30일, 해체
- 제6지역지원단; 2005년, USAG 슈투트가르트로 재편성.
- 제22지역지원단; 2005년, USAG 비첸차로 재편성.
- 제26지역지원단; 2005년, USAG 하이델베르크로 재편성.
- 제29지역지원단; 2008년 6월 9일, 해산
- 제80지역지원단; 2005년, USAG 브뤼셀로 재편성.
- 제98지역지원단; 2005년, USAG 프랑코니아로 재편성.
- 제100지역지원단; 2005년, USAG 그라펜호퍼로 재편성.
- 제104지역지원단; 2005년, USAG 헤센으로 재편성.

### 제1지원여단

#### 1966년 12월 1일
- 제51정비대대 (직접 지원) - 샌드호펜
- 제56보급근무대대 - 카이저슬라우테른
- 제66정비대대 (직접 지원) - 카이저슬라우테른
- 제81정비대대 (종합 지원) - 샌드호펜
- 제97병참대대 (연료) - 만하임
- 제115보급근무대대 - 만하임
- 제205수송대대 (항공기 정비지원) - 샌드호펜

#### 1974년
- 제42군사경찰단
  - 제95군사경찰대대
  - 제77군사경찰분견대 (CnF)
- 제60병기단
- 제51정비대대
- 제66정비대대
- 제70수송대대
- 인사관리대대
- 제9군수원 (물류 관리)
- 유럽 에너지원 (USAECE); 1974년 9월 20일 ~ ?
- 유럽 전투장비단 (CEGE); 1974년 6월 26일 ~ ?

## 기록

### 소속
1. 제7군 지원사령부, 1965년
2. 전구군지원사령부, 1970년
3. 미국 유럽-아프리카 육군, 1974년 7월 1일

### 계보
- 1965년 6월 23일, Headquarters and Headquarters Company, 1st Support Brigade→제1지원여단, 본부 및 본부중대
- 1976년, 21st Support Command (21st SUPCOM)→제21지원사령부
- 1988년 10월 18일, 21st Theater Army Area Command (21st TAACOM)→제21전구군지역사령부
- 2000년 10월 18일, 21st Theater Support Command (21st TSC)→제21전구지원사령부
- 2007년 7월 16일, 21st Theater Sustainment Command (21st TSC)→제21전구지역사령부

### 스트리머
| 스트리머          | 내역                                        | 명령서                           |
| ----------------- | ------------------------------------------- | -------------------------------- |
| 육군 우수부대칭찬 | 이라크 자유작전, 2005년 5월 21일 ~ 5월 22일 | 미국 육군부 일반명령 제2005-09호 |

## 참고

### 인용
1. ↑  Steve Mraz (2007년 3월 30일). “Three brigades under 21st TSC inactivate in Kaiserslautern” (영어). 스타스 앤 스트립스. 2019년 8월 20일에 확인함.

### 자료
- “7th Army Support Command”. 《U.S. Army in Germany》 (영어). 2018년 2월 28일에 확인함.
- “21st Support Command”. 《U.S. Army in Germany》 (영어). 2018년 2월 28일에 확인함.
- “21st Theater Sustainment Command” (영어). globalsecurity.org. 2018년 2월 28일에 확인함.